# مأموران آتش‌نشانی
مأموران آتش‌نشانی (ایتالیایی: I pompieri) یک فیلم کمدی ایتالیایی به کارگردانی نری پارنتی است که در سال ۱۹۸۵ منتشر شد.

## بازیگران
- پائولو ویلاجیو
- لینو بانفی
- ماسیمو بولدی
- کریستین دسیکا
- آندرئا رونکاتو
- ریکی توناتسی
- جی‌جی و آندرئا
- موانا پوتسی
- پائولا تیتسیانا کروچانی
- جیجی ساماراکی
- تئو تئوکولی